# Ligne Poznań–Szczecin
 (janvier 2022).
Si vous disposez d'ouvrages ou d'articles de référence ou si vous connaissez des sites web de qualité traitant du thème abordé ici, merci de compléter l'article en donnant les références utiles à sa vérifiabilité et en les liant à la section « Notes et références ».
La ligne Poznań–Szczecin est une ligne de chemin de fer électrifiée polonaise longue d'environ 200 kilomètres. Elle relie Poznań à Szczecin. À l'origine elle faisait partie de la ligne de Prusse-Orientale qui reliait Berlin à Königsberg. Elle est aujourd'hui exploitée par la Polskie Koleje Państwowe sous le numéro de ligne 351.